# Превиж
Превиж је село у хрватском делу Истре. Налази се на територији општине Церовље и према попису из 2001. године има 88 становника.
У селу постоји црква Св. Мартина изграђена у 16. веку, али са капелом из 13. века, што показује да је овде постојала црква још раније.